# Jeff Pope
Pour les articles homonymes, voir Pope et Pope (homonymie).
Jeff Pope est un producteur de télévision et scénariste britannique.

## Filmographie

### Monteur
- 1989-1990 : Crime Monthly (série TV)

### Producteur
- 2000 : Essex Boys
- 2005 : Pierrepoint: The Last Hangman

#### Télévision

##### Séries télévisées
- 1986 : 6 O'Clock Show
- 1992 : In Bed with Medinner
- 1992-1993 : Crime Story
- 1996 : Expert Witness
- 1997 : The Bob Mills Show
- 2000 : Bob Martin
- 2000 : This Is Personal: The Hunt for the Yorkshire Ripper
- 2001 : Expert Witness
- 2002 : Stan the Man
- 2006 : Northern Lights
- 2007 : City Lights
- 2011 : Une femme de confiance (Appropriate Adult)
- 2012 : Mrs Biggs
- 2013 : Lucan
- 2013 : The Widower
- 2014 : Cilla
- 2015 : Cradle to Grave
- 2017 : Little Boy Blue
- 2017 : The Moorside

##### Téléfilms
- 1992 : Fool's Gold: The Story of the Brink's-Mat Robbery
- 1993 : Le Magicien
- 1994 : Open Fire
- 1996 : The One That Got Away
- 1997 : The Place of the Dead
- 1999 : The Murder of Stephen Lawrence
- 2001 : Hot Money
- 2001 : À la recherche de la vérité
- 2003 : Sous haute protection
- 2004 : Dirty Filthy Love
- 2004 : Le Mur du silence
- 2004 : Les Lumières de Noël
- 2005 : Planespotting
- 2007 : Joanne Lees: Murder in the Outback
- 2008 : Clash of the Santas
- 2009 : The Fattest Man in Britain
- 2010 : Come Rain Come Shine
- 2010 : Mo
- 2013 : The Security Men

### Scénariste
- 2000 : Essex Boys
- 2005 : Pierrepoint: The Last Hangman
- 2013 : Philomena
- 2018 : Stan and Ollie de Jon S. Baird
- 2022 : The Lost King de Stephen Frears

#### Télévision

##### Séries télévisées
- 1992 : Crime Story
- 1994 : In Bed with Medinner
- 2000 : Bob Martin
- 2002 : Stan the Man
- 2006 : Northern Lights
- 2007 : City Lights
- 2012 : Mrs Biggs
- 2013 : Lucan
- 2017 : Little Boy Blue
- 2018 : Hatton Garden
- Date inconnue : Cilla
- Date inconnue : Cradle to Grave
- Date inconnue : The Widower

##### Téléfilms
- 1992 : Fool's Gold: The Story of the Brink's-Mat Robbery
- 1993 : Le Magicien
- 1997 : The Place of the Dead
- 2004 : Dirty Filthy Love
- 2004 : Les Lumières de Noël
- 2008 : Clash of the Santas
- 2009 : The Fattest Man in Britain
- 2010 : Come Rain Come Shine
- 2013 : The Security Men